# Bogumiła Pyziołek
Bogumiła Pyziołek (née Barańska le 1er décembre 1986 à Świdnica) est une ancienne joueuse de volley-ball polonaise. Elle mesure 1,80 m et jouait au poste de réceptionneuse-attaquante. Sa sœur ainée Anna Werblińska (Barańska) est également joueuse de volley-ball.

## Clubs
| Club             | De        | À         |
| ---------------- | --------- | --------- |
| Polonia Świdnica | 2000-2001 | 2001-2002 |
| Impel Wrocław    | 2002-2003 | 2013-2014 |

## Palmarès
- Coupe de Pologne
  - Finaliste : 2003, 2004.
- Championnat de Pologne
  - Finaliste : 2014.